# Tom Hughes
Thomas „Tom” Hughes (ur. 18 kwietnia 1985 w Upton-by-Chester) – angielski aktor filmowy i telewizyjny, muzyk i model, najlepiej znany jako książę Albert z serialu ITV Wiktoria, o życiu i czasach królowej Wiktorii (granej przez Jennę Coleman).

## Życiorys
Urodził się i wychował w Upton-by-Chester w hrabstwie Cheshire jako syn Sue i Roya Hughesów. Postanowił, że chce zostać aktorem w wieku 7 lat, po graniu Pana Lisa w produkcji Fantastyczny pan Lis. Uczęszczał do Upton-by-Chester High School.
Był związany z Cheshire Youth Theatre w Cheshire i Jigsaw Music Theatre Company w Londynie. W 2008 ukończył studia w Royal Academy of Dramatic Art, uzyskując tytuł Bachelor of Arts w dziedzinie aktorstwa.
Grał na gitarze w zespole swojego ojca – Safehouse. W 2008 założył niezależny zespół Quaintways. W 2010 podjął pracę jako model i był twarzą prestiżowej marki odzieżowej Burberry.
Wystąpił w takich filmach i serialach jak: Trinity (2009), Londyński szpital (2009), Panna Marple: Noc i ciemność (2013), Czas na miłość (2013) czy Dare to Be Wild (2015).
W 2010 otrzymał nominację do nagrody BIFA (British Independent Film Awards) za „Najbardziej obiecujący debiut aktorski” w komediodramacie Ricky’ego Gervaisa i Stephena Merchanta Cemetery Junction (2010).

## Życie prywatne
W 2016 związał się z Jenną Coleman.

## Filmografia
| Rok     | Tytuł                                                    | Rola                                     | Uwagi                      |
| ------- | -------------------------------------------------------- | ---------------------------------------- | -------------------------- |
| 2009    | Tortoise                                                 | Charlie                                  | film krótkometrażowy       |
| 2009    | Storage                                                  | Jason                                    | film krótkometrażowy       |
| 2009    | Na sygnale (Casualty 1909)                               | dr Harry Ingrams                         | 6 odcinków                 |
| 2009    | Trinity                                                  | Jonty Millington                         | 8 odcinków                 |
| 2010    | Sex & Drugs & Rock & Roll                                | Chaz Jankel                              |                            |
| 2010    | Cemetery Junction                                        | Bruce Pearson                            |                            |
| 2011    | Ósma strona (Page Eight)                                 | Ralph Wilson                             | film TV                    |
| 2011    | Prawnicy (Silk)                                          | Nick Slade                               | 6 odcinków                 |
| 2012    | Ryszard II (Richard II)                                  | władca Aumerle                           | film TV                    |
| 2013    | The Lady Vanishes                                        | Max                                      | film TV                    |
| 2013    | Czas na miłość (About Time)                              | Jimmy Kincade                            |                            |
| 2013    | Eight Minutes Idle                                       | Dan                                      |                            |
| 2013    | Stay with Me                                             |                                          |                            |
| 2013    | Dancing on the Edge                                      | Julian                                   | 5 odcinków                 |
| 2013    | Agatha Christie: Panna Marple (Agatha Christie’s Marple) | Michael Rogers                           | odc.: „Endless Night”      |
| 2013    | Columbite Tantalite                                      | Mark                                     | film krótkometrażowy       |
| 2014    | I Am Soldier                                             | sierżant / kawalerzysta Mickey Tomlinson |                            |
| 2014    | Derek                                                    | Andy ‘The Fit Guy’                       | 1 odcinek                  |
| 2015    | The Game                                                 | Joe Lambe                                | serial brytyjski           |
| 2015    | Dare to Be Wild                                          | Christy Collard                          |                            |
| 2015    | The Incident                                             | Joe                                      |                            |
| 2016    | Neil Gaiman’s Likely Stories                             | Eddie Barrow                             | odc.: „Feeders and Eaters” |
| 2016    | London Town                                              | Johnny                                   |                            |
| 2016    | Realive (Proyecto Lázaro)                                | Marc Jarvis                              |                            |
| od 2016 | Wiktoria (Victoria)                                      | Książę Albert                            | serial TV                  |
| 2017    | Madame                                                   | Steven Fredericks                        |                            |
| 2017    | Paula                                                    | James Morecroft                          | serial TV                  |
| 2018    | Red Joan                                                 | Leo Galich                               |                            |
| 2018    | The Laureate                                             | Robert Graves                            |                            |
| 2019    | Corto Maltese                                            | Corto Maltese                            |                            |
| 2022    | Angielka                                                 | Thomas Trafford                          | serial TV                  |